# Justin Smiley
Justin Smiley, född 11 november 1981 i Ellabell i Bryan County i Georgia, är en amerikansk utövare av amerikansk fotboll (guard) som spelade i NFL 2004–2010. Smiley spelade collegefotboll för Alabama Crimson Tide. I NFL spelade han 2004–2007 för San Francisco 49ers, 2008–2009 för Miami Dolphins och 2010 för Jacksonville Jaguars.
Smiley draftades 2004 av San Francisco 49ers i andra omgången.